# Moritz Seiffert
Moritz Seiffert (* 4. November 2000) ist ein deutscher Fußballspieler, der aktuell beim FC Erzgebirge Aue unter Vertrag steht.

## Karriere

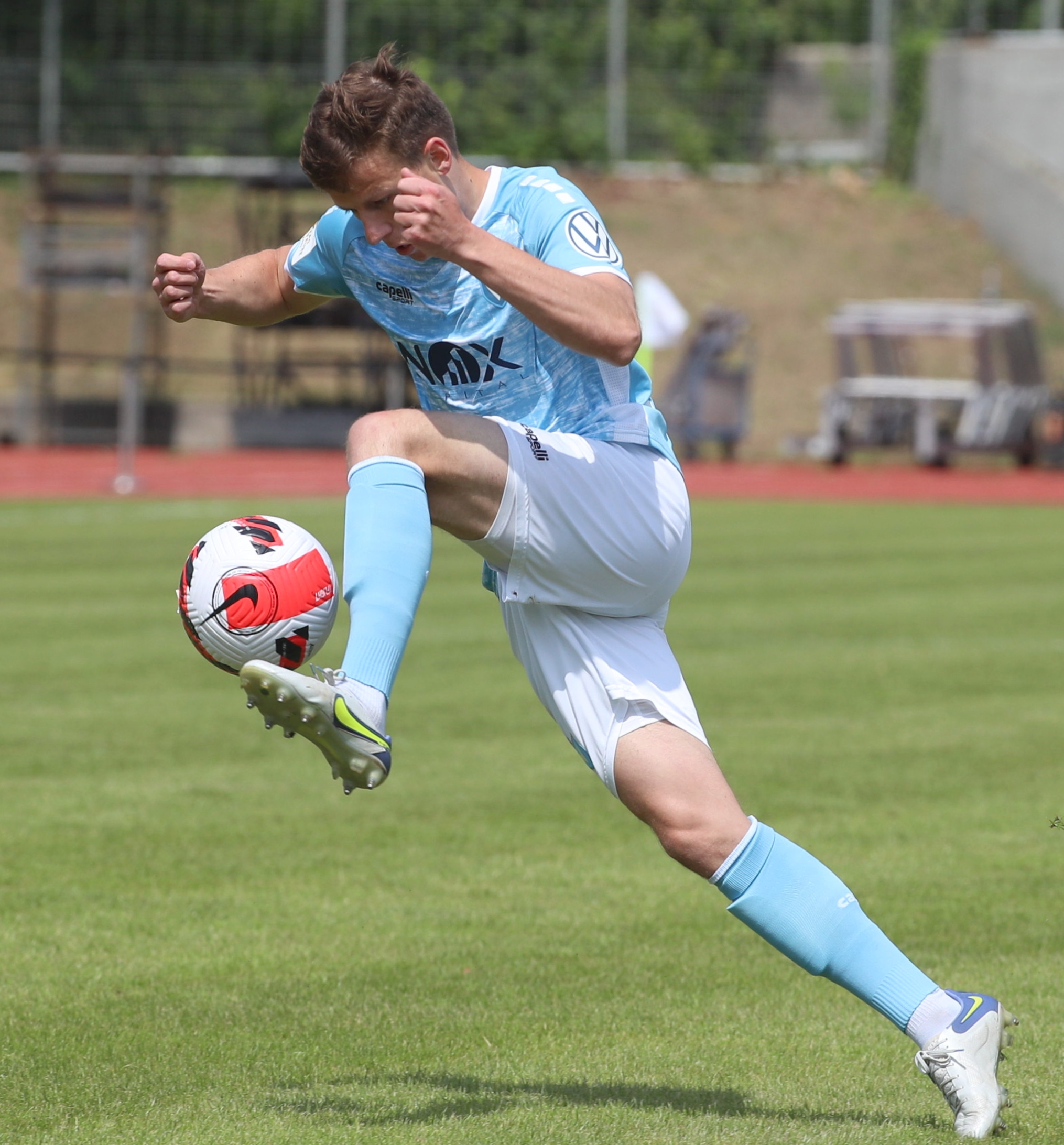
Seiffert im Trikot des FC Viktoria 1889 Berlin (2022)

Seiffert wurde unter anderem in einem von den niedersächsischen Vereinen SV Ahlerstedt/Ottendorf und Heeslinger SC verantworteten Jugendförderverein ausgebildet, bevor er im Sommer 2017 in das Nachwuchsleistungszentrum des FC St. Pauli wechselte. Für seinen Verein kam er zu 38 Einsätzen in der A-Junioren-Bundesliga, bei denen ihm insgesamt vier Tore gelangen. Im Sommer 2019 wechselte er in die Regionalliga Nord zum SSV Jeddeloh. Für seinen Verein kam er in einer Spielzeit auf 14 Einsätze, bei denen ihm drei Tore gelangen.
Im Sommer 2020 wechselte er in die Regionalliga Nordost zum FC Viktoria 1889 Berlin. In der Spielzeit 2020/21 wurde er mit der Viktoria Meister in der Regionalliga Nordost und stieg mit dem Verein in die 3. Liga auf. Dort kam er auch zu seinem ersten Einsatz im Profibereich, als er am 25. Juli 2021, dem 1. Spieltag, beim 2:1-Heimsieg gegen FC Viktoria Köln in der Startformation stand.
Im Juni 2023 wechselte er zum FC Ingolstadt 04. Zwei Jahre später wechselte er zu Ligakonkurrent FC Erzgebirge Aue.

## Erfolge
- Regionalliga Nordost-Meister und Aufstieg in Liga 3: 2020/21 (FC Viktoria Berlin)
- Berliner Landespokal: 2022 (FC Viktoria Berlin)
- Bayerischer Landespokal: 2024 (FC Ingolstadt)